# Estación Los Indios
Los Indios es una estación ferroviaria ubicada en la localidad del mismo nombre, en el Partido de Rojas, Provincia de Buenos Aires, Argentina.

## Servicios
Actualmente, no presta servicios de ningún tipo.

## Historia
En el año 1910 fue inaugurada la Estación, por parte del Ferrocarril Buenos Aires al Pacífico, en el ramal Rawson-Arribeños.